# Timaru International Motor Raceway
Der Timaru International Motor Raceway (früher auch Levels Raceway genannt) ist eine permanente Motorsport-Rennstrecke in Neuseeland.

## Geschichte
Nachdem der 1947 gegründete South Canterbury Car Club bereits in den 50er und 60er Jahren regelmäßige Straßen- und Bergrennen in der Region veranstaltet hatte, wurde die Strecke 1967 als Hausstrecke des Clubs unter dem Namen Levels Raceway mit einer Länge von 1,6 km eröffnet. Sie ist damit Neuseelands zweitälteste permanente Motorsportanlage nach dem Pukekohe Park Raceway. 1988 erfolgte eine Streckenverlängerung auf 2,4 km. Bis 2021 war der Kurs mit einer FIA-Grad-3-Einstufung auch für internationale Wettbewerbe homologiert. Diese Homologation ist mittlerweile erloschen.

## Streckenbeschreibung
Die Strecke wird entgegen dem Uhrzeigersinn befahren und besitzt zwei grundsätzliche Streckenvarianten von 2,4 bzw. 1,6 km Länge sowie eine zusätzliche optionale Schikane. 

## Veranstaltungen
- NZ Super Truck Championship
- Toyota Racing Series
- South Island Endurance Series
- New Zealand Touring Car Championship
- New Zealand Formula Pacific Championship
- New Zealand Superbike Championship

## Sonstiges
2010 kam im Rahmen eines historischen Rennevents der Neuseeländer David Charles Brown auf der Strecke bei einem Unfall ums Leben.